# BrainFed/Episodenliste
Diese Episodenliste enthält alle Episoden der Newsmagazins BrainFed. Das Magazin umfasst derzeit 50 Episoden. Hinzu kommen neun Folgen von BrainFed Nachschlag.

## BrainFed 2014
| Nr. | Titel                                                                  | Veröffentlichung | Dauer | Link   |
| --- | ---------------------------------------------------------------------- | ---------------- | ----- | ------ |
| 1   | So teuer ist die #WM2014 wirklich ♦ AKNE durch Smartphones?!           | 1. Juli 2014     | 2:38  | [ 1 ]  |
| 2   | Kinderarbeit ab 10 LEGALISIERT! ♦ Die REICHSTE Terrorgruppe!           | 15. Juli 2014    | 2:42  | [ 2 ]  |
| 3   | Schutz vor NSA und Staat? ♦ Was kann (d)ein Ausweis?                   | 29. Juli 2014    | 3:16  | [ 3 ]  |
| 4   | So GEHEIM ortet der Verfassungsschutz! ♦ Erdogan: Präsident der Türkei | 12. Aug. 2014    | 2:51  | [ 4 ]  |
| 5   | MÜLLSTRUDEL im Pazifik! ♦ So viel kostet KORRUPTION!                   | 9. Sep. 2014     | 3:13  | [ 5 ]  |
| 6   | WIKILEAKS: Spionagetechnik aus DE ♦ 30 Mio. für die Wahrheit!!         | 23. Sep. 2014    | 3:16  | [ 6 ]  |
| 7   | So finanziert sich TERROR! ♦ KLIMAWANDEL & das Eis im Meer             | 7. Okt. 2014     | 3:11  | [ 7 ]  |
| 8   | PRIVATFOTO-LEAK durch Hacker ♦ Geldmache mit EBOLA-Angst!              | 21. Okt. 2014    | 3:27  | [ 8 ]  |
| 9   | REVOLUTION! Regenschirm VS Polizei ♦ Größte Umweltkatastrophe der USA  | 4. Nov. 2014     | 3:32  | [ 9 ]  |
| 10  | Computer sagen ZUKUNFT voraus? ♦ Mehr ATOMMÜLL, keine Lösung!          | 2. Dez. 2014     | 3:32  | [ 10 ] |
| 11  | PEGIDA! Nazi-Mob oder brave Bürger? ♦ AfD im Goldrausch?               | 16. Dez. 2014    | 4:01  | [ 11 ] |

## BrainFed 2015
| Nr. | Titel                                                                   | Veröffentlichung | Dauer | Link   |
| --- | ----------------------------------------------------------------------- | ---------------- | ----- | ------ |
| 12  | WhatsApp verboten?! ♦ Gesetz VS Terror! #YouGeHa                        | 20. Jan. 2015    | 3:24  | [ 12 ] |
| 13  | YouTube fragt OBAMA – #YTfragtMerkel? ♦ JUDENHASS heute!                | 3. Feb. 2015     | 3:20  | [ 13 ] |
| 14  | Schiff KILLT Internet? ♦ WAS schafft Politik WIRKLICH?                  | 17. Feb. 2015    | 3:07  | [ 14 ] |
| 15  | KEINE Demokratie in Deutschland? \| Facebook zensiert dich?!            | 3. März 2015     | 3:40  | [ 15 ] |
| 16  | BRD ist ne Firma, regiert von Aliens?! ♦ Rückkehr nach Fukushima        | 17. März 2015    | 3:20  | [ 16 ] |
| 17  | Roboter ERSETZT Mensch! ♦ "Westliche Bildung ist VERBOTEN"              | 14. Apr. 2015    | 2:52  | [ 17 ] |
| 18  | Wann ist "Israelkritik" Judenhass? ♦ Wer erbt meinen Youtube-Account?!  | 26. Mai 2015     | 3:35  | [ 18 ] |
| 19  | Das dürfen Homo-Paare, das nicht! ♦ Was ist G7?                         | 9. Juni 2015     | 3:17  | [ 19 ] |
| 20  | DAS ist WIRKLICH Schleichwerbung! ♦ Rechte für Kinder?                  | 26. Juni 2015    | 4:01  | [ 20 ] |
| 21  | So viel Essen landet im Müll! ♦ Not-So-Free Roaming!                    | 7. Juli 2015     | 3:22  | [ 21 ] |
| 22  | HackerTeam gehackt!! ♦ So misst man FRIEDEN!                            | 21. Juli 2015    | 3:19  | [ 22 ] |
| 23  | #FoodPorn strafbar?! ♦ #WelcomeChallenge ♦ #TubeClash02 Top10           | 2. Sep. 2015     | 3:44  | [ 23 ] |
| 24  | Facebooks Flame-War! ♦ Mehr Bäume als gedacht!                          | 15. Sep. 2015    | 3:20  | [ 24 ] |
| 25  | So rassistisch ist Twitter! ♦ Nie mehr Passwörter?                      | 29. Sep. 2015    | 3:13  | [ 25 ] |
| 26  | Apple homophob von Russland attackiert?! ♦ Facebook ändert Wahlausgang? | 13. Okt. 2015    | 2:47  | [ 26 ] |
| 27  | Russland plant EIGENES Internet? ♦ Neue Nazi-Netz-Propaganda!           | 27. Okt. 2015    | 2:58  | [ 27 ] |
| 28  | Keine Rechte, weil Vater im Krieg? ♦ Schwule dürfen adoptieren!         | 11. Nov. 2015    | 2:40  | [ 28 ] |
| 29  | Terrorplanung durch PS4? ♦ DAS steckt hinter Anonymous!                 | 24. Nov. 2015    | 3:36  | [ 29 ] |
| 30  | Wir HASSEN andere Meinung & LIEBEN Zensur ♦ Weihnachten stirbt?!        | 8. Dez. 2015     | 3:50  | [ 30 ] |
| 31  | Wie blutig ist dein Smartphone? ♦ Was ist der NSU?                      | 15. Dez. 2015    | 3:28  | [ 31 ] |

## BrainFed 2016
| Nr. | Titel                                                                             | Veröffentlichung | Dauer | Link   |
| --- | --------------------------------------------------------------------------------- | ---------------- | ----- | ------ |
| 32  | Welt retten durch Fleischverzicht? ♦ illegale Drogen in der EU?                   | 9. März 2016     | 3:00  | [ 32 ] |
| 33  | GAY PRANK homophob? ♦ Fake-News entlarven!                                        | 22. März 2016    | 3:21  | [ 33 ] |
| 34  | Kein WLAN in Deutschland? ♦ So RASSISTISCH ist die Welt!                          | 6. Mai 2016      | 3:13  | [ 34 ] |
| 35  | Kinder VERSCHWINDEN! ♦ BOTS kontrollieren das Weltgeschehen?                      | 19. Apr. 2016    | 3:10  | [ 35 ] |
| 36  | Beruf: Pornos klicken! ♦ Plastik statt Papier?                                    | 3. Mai 2016      | 2:40  | [ 36 ] |
| 37  | Zeitalter der künstlichen Intelligenz! ♦ Eltern vor Gericht wegen Baby-Foto-Post? | 17. Mai 2016     | 3:14  | [ 37 ] |
| 38  | Rassistische Snapchat-Filter?! ♦ Billig-Essen aus DE                              | 1. Juni 2016     | 3:13  | [ 38 ] |
| 39  | Deutsche Fahne zur EM verbieten? ♦ Digitaler Judenstern?                          | 21. Juni 2016    | 3:07  | [ 39 ] |
| 40  | SELBSTMORD-KNOPF auf Facebook! ♦ Kirchen KASSIEREN wie nie!                       | 28. Juni 2016    | 3:21  | [ 40 ] |
| 41  | DU bist SKYGLOW-betroffen! ♦ Brasilien bricht zusammen?!                          | 15. Juli 2016    | 3:37  | [ 41 ] |
| 42  | SO sieht das Darknet WIRKLICH aus ♦ Trans = Psychisch krank?                      | 9. Aug. 2016     | 3:32  | [ 42 ] |
| 43  | HATE ohne Anonymität ♦ KLIMA schuld am KRIEG?                                     | 24. Aug. 2016    | 2:47  | [ 43 ] |
| 44  | Schwänzer = Schulabbrecher? ♦ Kaffee zerstört die Welt?                           | 6. Sep. 2016     | 3:02  | [ 44 ] |
| 45  | AfD und das Nazi-Vokabular ♦ Drohnen-Verbot in DE?                                | 20. Sep. 2016    | 3:05  | [ 45 ] |
| 46  | Wir haben ein MEME-PROBLEM !!                                                     | 1. Nov. 2016     | 2:55  | [ 46 ] |
| 47  | Ist RELIGION angeboren?                                                           | 8. Nov. 2016     | 3:10  | [ 47 ] |

## BrainFed 2017
| Nr. | Titel                                                         | Veröffentlichung | Dauer | Link   |
| --- | ------------------------------------------------------------- | ---------------- | ----- | ------ |
| 48  | Disney kickt PewDiePie ♦ Deutschland bewaffnet KINDERSOLDATEN | 21. Feb. 2017    | 3:14  | [ 48 ] |
| 49  | GENITALVERSTÜMMELUNG in DE ♦ Trumps Twitter-Gefahr            | 7. März 2017     | 3:34  | [ 49 ] |
| 50  | Die LETZTE FOLGE ♦ Was wurde aus..?                           | 21. März 2017    | 7:24  | [ 50 ] |

## BrainFed Nachschlag
| Nr. | Titel                                     | Veröffentlichung | Dauer | Link   |
| --- | ----------------------------------------- | ---------------- | ----- | ------ |
| 1   | Der große ATOMMÜLL-FAIL!!                 | 27. Jan. 2015    | 3:20  | [ 51 ] |
| 2   | EBOLA – Was wurde draus?                  | 10. März 2015    | 3:04  | [ 52 ] |
| 3   | "BRD GmbH"-Verschwörung widerlegt!        | 21. Apr. 2015    | 3:21  | [ 53 ] |
| 4   | HOMOPHOBIE eine ANGSTSTÖRUNG?             | 14. Apr. 2016    | 2:30  | [ 54 ] |
| 5   | SOCIAL BOTS – Mensch oder Roboter?        | 10. Mai 2016     | 2:10  | [ 55 ] |
| 6   | Snowden und die WHISTLEBLOWER             | 25. Okt. 2016    | 2:19  | [ 56 ] |
| 7   | Ist RELIGION angeboren?                   | 8. Nov. 2016     | 2:35  | [ 57 ] |
| 8   | Warum funktioniert POPULISMUS?            | 21. Apr. 2017    | 2:42  | [ 58 ] |
| 9   | Durch UNTERSCHRIFTEN die Welt verbessern? | 2. Mai 2017      | 2:34  | [ 59 ] |